# Vivex
Il processo fotografico Vivex è stato uno dei primi, se non il primo, procedimento di tipo professionale per la fotografia a colori. Fin dal XIX secolo chimici, inventori e fotografi provarono varie soluzioni per raggiungere il risultato di ottenere il colore in fotografia con alterne fortune, che si basavano su processi di tipo "additivo", cioè attraverso la somma dei colori verde, rosso e blu. I primi che riuscirono a conseguire un risultato abbastanza affidabile e che ebbe un effetto commerciale furono i fratelli Lumière che crearono l'autocromia. Si trattava ancora una volta di un processo "additivo" che richiedeva lunghi tempi di esposizione e di sviluppo. Un procedimento che poteva dare origine a macchie di colore a causa della fecola di patate, utilizzata nelle lastre di vetro che talvolta tendevano a formare dei grappoli, e che poteva dare origine ad un colore molto denso. Infatti fu creato uno speciale visore, un "diascopio", che altro non era, si sarebbe detto in epoche successive, di un proiettore per diapositive. Nonostante tutto, l'autocromia fu lodata da Alfred Stieglitz sulla rivista Camera Work nel 1907 ed il sistema restò in uso con alcune migliorie fino al 1935.

## Storia
Vivex fu inventato dal chimico inglese Douglas Arthur Spencer (1901-1979) attraverso l'azienda da lui stesso creata, la Color Photography Ltd a Willesden. 
Dal 1928 l'azienda ha costituito la produzione dei materiali necessari alla stampa del colore pari al 90% in Gran Bretagna fino al 1939, quando chiuse a causa della seconda guerra mondiale. Il processo di Spencer era invece di tipo "sottrattivo", cioè era possibile scattare in sequenza i tre colori complementari per la medesima immagine: ciano, magenta e giallo. Col tempo e con la sperimentazione, grazie al sostegno più che convinto di Madame Yevonde, la stessa azienda realizzò una macchina nella quale potevano essere alloggiati contemporaneamente i tre negativi, non più su lastra di vetro ma su pellicola di cellophane, cosicché in un unico scatto si acquisiva l'immagine finale. I tre negativi, infine, venivano posizionati a registro per la stampa, sui quali però si poteva intervenire anche manualmente.
Come la stessa Madame Yevonde rivela nelle sue memorie, ella conobbe Vivex intorno all'anno 1930, sapendo che si trattava di una variante del Trichrome Carbro, a sua volta derivato dal processo Carbon. Provò dapprima inserendo le tre lastre in sequenza ma ciò creava problemi fotografando soggetti umani: anche un leggero movimento del soggetto tra uno scatto e l'altro creava difformità tra le tre lastre che a quel punto non combaciavano più esattamente. Perciò usò la fotocamera prodotta dalla Color Photography Ltd con la possibilità di un unico scatto, avendovi inseriti i tre negativi. Sia in fase di ripresa, dell'illuminazione dei soggetti che nella successiva fase di elaborazione e di stampa costituì la novità introdotta da Madame Yevonde attraverso la manipolazione del colore.